# Muhlaysia Booker
Muhlaysia Booker (Dallas, Texas; 14 de enero de 1997 - ibid., 18 de mayo de 2019) fue una mujer trans afroamericana de 22 años cuya agresión filmada en la ciudad de Dallas se hizo viral en las redes sociales. Posteriormente fue asesinada al mes siguiente.

## Ataque
El 12 de abril de 2019, Booker y un primo fueron a ver una pelea en los apartamentos Royal Crest. Al salir, Booker dio marcha atrás contra un coche e intentó huir de la escena. El conductor salió de su coche y retuvo a Booker a punta de pistola hasta que se pagaron los daños. Una multitud se reunió en torno al altercado y a Edward Thomas le ofrecieron 200 dólares por agredir a Booker. Los transeúntes observaban, grababan y gritaban. El vídeo se subió a las redes sociales y se hizo viral. 
Booker sufrió una conmoción cerebral y una fractura en la muñeca. El alcalde de Dallas lo calificó de "violencia colectiva". El 14 de abril de 2019, Edward Thomas fue acusado de asalto agravado y detenido sin fianza en la cárcel del condado de Dallas. La policía declaró que llevaba un monitor de tobillo, colocándolo en los apartamentos Royal Crest. Finalmente, se le impuso una fianza de 75 000 dólares en su audiencia judicial y volvió a la cárcel el 20 de mayo.
Tras la agresión de Booker, sus partidarios celebraron una pequeña concentración. en la que Booker habló sobre las agresiones contra la comunidad transgénero. Booker declaró: "Esta vez he sido yo; la próxima vez podría ser otra persona cercana a ti". Su prima, Quanjasmine Baccus, dijo: "Se han metido con ella porque es transgénero".

## Asesinato
Alrededor de las 6:40 horas de la mañana del sábado 18 de mayo de 2019, los agentes de policía respondieron a los informes de un tiroteo cerca del campo de golf de Tenison Park, donde Booker fue encontrada muerta al llegar por una herida de bala. Kendrell Lyles, un hombre de 34 años, fue arrestado y acusado del asesinato de Booker, así como de otros dos asesinatos. La policía dijo que, a primera hora de la mañana del asesinato, Booker fue vista entrando en un Lincoln de color claro que coincidía con la descripción del coche de Lyles. La policía descubrió registros telefónicos entre Booker y Lyles, que lo situaban en la zona donde Booker fue asesinada.